# 许良杰
许良杰 (英語：Jack Liangjie Xu, 1970年—)是一位美国华人企业家。

## 生平
1970年出生于广东潮州，父亲在高二时离世，提前一年参加高考，后被中山大学录取。中山大学本科和硕士毕业后前往美国加利福尼亚大学伯克利分校攻读博士。1996年毕业参与搜索引擎的研发，2000年至2002年担任网易首席技术官，协助丁磊直到网易上市。2002年10月返回硅谷。随后加盟eBay担任全球副总裁，带领团队在上海设立了eBay中国研发中心。2008年5月加入思科系统担任全球副总裁。2013年2月加入新浪担任联席总裁兼首席技术官。
2015年3月和前腾讯首席技术官熊明华共同成立七海资本，担任董事合伙人。